# Plexiopsis insolens
Plexiopsis insolens är en tvåvingeart som beskrevs av Huckett 1966. Plexiopsis insolens ingår i släktet Plexiopsis och familjen husflugor.
Artens utbredningsområde är Oregon. Inga underarter finns listade i Catalogue of Life.